# Xerogel

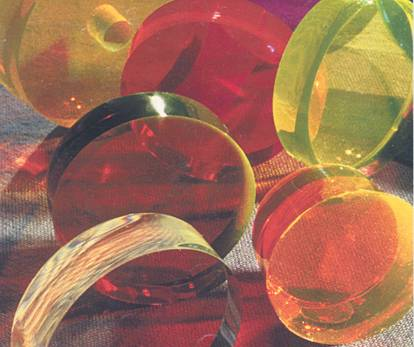
Xerogel di silice

Lo xerogel è un colloide solido ottenuto essiccando un gel (ad esempio gelatina o gel di silice) a temperature non elevate (non superiori ai 100 °C), con una conseguente contrazione strutturale finale.
Il processo sol-gel è una metodica utilizzata per produrre xerogel.
Solitamente uno xerogel mantiene un'elevata porosità (che può arrivare al 50%) e un'enorme superficie specifica (150-900 m2/g), con pori di dimensioni molto ridotte (1-10 nm). Quando invece il liquido viene rimosso in condizioni supercritiche, la struttura non tende a restringersi e si ottiene un aerogel, materiale altamente poroso (90%) e con densità estremamente bassa.
Riscaldando uno xerogel a temperature elevate si ottiene una sinterizzazione del gel poroso che diviene un vetro denso.